# ガイウス・パピリウス・マソ
ガイウス・パピリウス・マソ（Gaius Papirius Masō、- 紀元前213年）は共和政ローマのパトリキ（貴族）出身の政治家・軍人。紀元前231年に執政官（コンスル）を務めた。コルシカをローマに従属させた。

## 出自
マソが属するパピリウス氏族はパトリキの中では最も歴史が短い氏族の一つであり、資料によると紀元前444年に始まるとされる。紀元前4世紀には、マンリウス氏族、スルピキウス氏族、ポストミウス氏族と並んで最も影響力のある氏族となっていた。マソ家は最も遅く分かれた家であり、設立されたのは紀元前3世紀の初めである。
カピトリヌスのファスティによれば、父のプラエノーメン（第一名、個人名）はガイウス、祖父はルキウスである。祖父のルキウスは按察官（アエディリス）に就任した直後に死去していたが、マソのコグノーメン（第三名、家族名）を使ったことが記録から確認できる最初の人物である。甥のガイウス・パピリウス・マソは神祇官を務めている。

## 経歴
ウァレリウス・マクシムス（en）は、紀元前241年に起こった出来事に関連して、コグノーメン不明のガイウス・パピリウスという人物に触れている。この年、エトルリアのファリスキ人（en）が反乱を起こし、鎮圧のために執政官アウルス・マンリウス・トルクァトゥス・アッティクスとクィントゥス・ルタティウス・ケルコが派遣された。緒戦でローマの歩兵部隊が敗北したもののファリスキの騎兵も壊滅した。続く戦いでローマは勝利し、結局6日間で鎮圧された。このときに、ファリスキの降伏文書にガイウス・パピリウスが署名している。ローマの民会は「厳罰」を求めたが、パピリウスは降伏文書はローマのファリスキに対する「支配権」を認めておらず、「保護下に置く」としているとして、敗者に対して何も罰しなかった。このパピリウスはマソであると考えられている。
紀元前231年にマソは執政官に就任した。パトリキ系パピリウス氏族としては最後の執政官であり（プレブス系パピリウス氏族からは、その後3人が執政官となっている）、またパピリウス・マソ家としては唯一の執政官である。同僚執政官はマルクス・ポンポニウス・マトであった。紀元前238年にサルディニアとコルシカはローマの属州となっていたが、原住民はしばしば反乱を起こしていた。この年にも反乱が起こり、その鎮圧のためにマトはサルディニアに、マソはコルシカへと出征した。マソは原住民の反乱軍に海岸近くのミルトス平原で勝利し、反乱軍は山岳部に撤退した。マソはこれを追撃したが、山岳部の戦いで大損害を受け、深刻な危機に陥った。しかし最終的には反乱軍と講和条約を結ぶことに成功した（その条件は緩いものであったと思われる）。これに対し、元老院はローマ市内での凱旋式の挙行を認めなかったが、マソはアルバ山（en）での凱旋式  - 月桂冠の代わりに勝利を収めた場所を記念してギンバイカ（ミルトス）の花冠を着用 - を実施した。これがアルバ山凱旋式の最初の例であり、元老院の許可が無くとも凱旋式を実施する先例となった。
戦利品の売却益で、マソはフォントゥス（en）神殿を建立した。マソは紀元前213年に死去したが、その時点で神祇官（ポンティフェクス）を務めていた。翌年、彼の甥で同じ名前のガイウス・パピリウス・マソが神祇官に就任している。

## 子孫
マソには息子はいなかった。娘はルキウス・アエミリウス・パウルス・マケドニクスの妻となっている。マケドニクスの父はカンナエの戦いで戦死したルキウス・アエミリウス・パウルスであるが、神祇官時代のマソの同僚であった。孫にはクィントゥス・ファビウス・マクシムス・アエミリアヌス、スキピオ・アエミリアヌスがいる。

## 参考資料

### 古代の記録
- ウァレリウス・マクシムス "Facta et dicta memorabilia"
- ティトゥス・リウィウス『ローマ建国史』
- プルタルコス『対比列伝』
- キケロ『アッティクスへの手紙』
- キケロ『神々の本性について』
- カピトリヌスのファスティ

### 研究書
- Broughton R. Magistrates of the Roman Republic. - New York, 1951. - Vol. I. - P. 558.
- Münzer F. Papirii Masones // Paulys Realencyclopädie der classischen Altertumswissenschaft . - 1949. - Bd. XVIII, 3. - Kol. 1062.
- Münzer F. Papirius // Paulys Realencyclopädie der classischen Altertumswissenschaft . - 1949. - Bd. XVIII, 3. - Kol. 1002-1005.
- Münzer F. Papirius 57 // Paulys Realencyclopädie der classischen Altertumswissenschaft . - 1949. - Bd. XVIII, 3. - Kol. 1062-1063.
- Münzer F. Papirius 58 // Paulys Realencyclopädie der classischen Altertumswissenschaft . - 1949. - Bd. XVIII, 3. - Kol. 1063.
- Münzer F. Papirius 61 // Paulys Realencyclopädie der classischen Altertumswissenschaft . - 1949. - Bd. XVIII, 3. - Kol. 1064.